# Nils Eriksen
Nils Kristian „Påsan” Eriksen (Gjerpen, 1911. március 5. – Moss, 1975. május 5.) norvég labdarúgóhátvéd.